# Holopogon flavescens
Holopogon flavescens är en tvåvingeart som beskrevs av Jaennicke 1867. Holopogon flavescens ingår i släktet Holopogon och familjen rovflugor.
Artens utbredningsområde är Frankrike. Inga underarter finns listade i Catalogue of Life.